# Masada Guitars
Masada Anniversary Edition, Vol. 1: Masada Guitars è un album in studio del compositore Jazz statunitense John Zorn, ed il primo album della serie Masada Anniversary, pubblicato il 1º gennaio 2003 dalla Tzadik Records.

## Descrizione
Questo è il primo album in una serie di 5 album, intitolata Masada Anniversary. La serie venne fatta per il decimo anniversario del suo primo libro delle composizioni Masada.
In questo volume, vengono presi 21 brani provenienti dal libro, e vengono risuonate da Marc Ribot, Tim Sparks, e Bill Frisell, interamente sulla chitarra.

## Tracce
Musiche di John Zorn.
1. Bill Frisell – Abidan (90° composizione) – 3:31
2. Tim Sparks – Kodashim (147° composizione) – 3:37
3. Marc Ribot – Kedem (145° composizione) – 3:29
4. Bill Frisell – Bikkurim (102° composizione) – 3:00
5. Tim Sparks – Ravayah (83° composizione) – 4:01
6. Marc Ribot – Hadasha (16° composizione) – 2:45
7. Bill Frisell – Katzatz (33° composizione) – 3:37
8. Tim Sparks – Kanah (49° composizione) – 3:27
9. Marc Ribot – Hodaah (180° composizione) – 3:24
10. Bill Frisell – Kisofim (108° composizione) – 4:53
11. Tim Sparks – Sippur (202° composizione) – 2:48
12. Marc Ribot – Sansanah (6° composizione) – 5:54
13. Marc Ribot – Galgalim (181° composizione) – 1:45
14. Bill Frisell – Elilah (158° composizione) – 3:05
15. Tim Sparks – Kedushah (191° composizione) – 4:32
16. Marc Ribot – Shevet (141° composizione) – 3:11
17. Bill Frisell – Kochot (205° composizione) – 3:56
18. Marc Ribot – Tzalim (168° composizione) – 2:21
19. Marc Ribot – Kivah (199° composizione) – 2:23
20. Bill Frisell – Avelut (87° composizione) – 4:05
21. Marc Ribot – Moshav (193° composizione) – 3:54

Durata totale: 73:38

## Formazione
- John Zorn – produttore
- Marc Ribot – chitarra classica
- Bill Frisell – chitarra classica
- Tim Sparks – chitarra classica